# Тауэрс, Констанс
Констанс Тауэрс (англ. Constance Towers; род. 20 мая 1933, Уайтфиш (Монтана), Монтана) — американская актриса и певица, номинант на премию «Эмми».

## Жизнь и карьера
Констанс Мари Тауэрс родилась в Уайтфиш, Монтана. Она получила образование в Джульярдской школе, а после дебютировала на театральной сцене.
Тауэрс добилась наибольшего успеха благодаря выступлениям в бродвейских мюзиклах. На большом экране она дебютировала в 1955 году в фильме «Не расставайся с улыбкой», а в 1959 сыграла главную женскую роль в вестерне «Кавалеристы». В последующие несколько лет она сыграла главные роли в ряде фильмов. На телевидении она появилась в сериалах «Создавая женщину», «Принц из Беверли-Хиллз» и «Фрейзер». В последние годы она в основном известна по роли Хелены Кассандин в мыльной опере «Главный госпиталь».
Констанс Тауэрс была замужем дважды, у неё двое детей от первого брака. С 1974 года она была замужем за актёром Джоном Гэвином до его смерти в 2018 году.

## Фильмография
- 1955 — Не расставайся с улыбкой/Bring Your Smile Along
- 1956 — Переэкспорт/Over-Exposed
- 1959 — Кавалеристы/The Horse Soldiers
- 1960 — Сержант Ратледж/Sergeant Rutledge
- 1960 — Изменник/The Renegade
- 1963 — Шоковый коридор/Shock Corridor
- 1964 — Судьба-охотник/Fate Is the Hunter
- 1964 — Обнажённый поцелуй/The Naked Kiss
- 1985 — Полный вперед/Fast Forward
- 1985 — Сильвестр/Sylvester
- 1988 — Одиночка/The Loner
- 1991 — Полночные воспоминания/Memories of Midnight
- 1992 — Безумный/The Nutt House
- 1992 — Пески времени/The Sands of Time
- 1994 — Ещё одна легенда карате/The Next Karate Kid
- 1997 — Реликт/The Relic
- 1998 — Идеальное убийство/A Perfect Murder
- 2008 — Пробуждение весны/The Awakening of Spring